# Beleg van Montargis
Het Beleg van Montargis was een belegering van de Franse stad Montargis door de Engelsen in 1427 en vond plaats tijdens de Honderdjarige Oorlog. Het beleg resulteerde in een overwinning van het Franse leger.

## Aanloop
Hertog Jan van Bedford was van plan om een offensief te lanceren richting het door de dauphin gecontroleerde Frankrijk en hij gaf daarom de opdracht aan Richard Beauchamp, de hertog van Warwick, om de goed verdedigde stad van Montargis te veroveren. Deze stad had een belangrijke strategische positie door haar ligging tussen de rivieren de Seine en de Loire.

## Beleg
Op 15 juli 1427 begon Beauchamp met een leger van drieduizend man aan het beleg van Montargis. Doordat de stad doorkruist werd door vele kanalen werd ook het belegerende leger door deze kanalen opgedeeld. Hierdoor schoot het beleg ook niet op. Begin september gingen de Engelsen over tot een groot bombardement dat weinig vooruitgang verschafte voor de belegeraars.
Ondertussen was de dauphin overgegaan tot het vormen van een ontzettingsleger en deze werd aangevoerd door Jan van Dunois en La Hire. Op 5 september arriveerde het ontzettingsleger bij de zuidelijke toegangsweg van de stad. De Engelsen gingen hierbij over tot de aanval op deze bedreiging en staken een houten brug over. Hierop werden in de stad de sluispoorten opengezet waardoor er een vloed ontstond die de brug vernietigde. Het Engelse leger werd zodoende in tweeën gesplitst en werden er tegelijkertijd aanvallen op de Engelsen uitgevoerd door het stadsgarnizoen en het leger van Dunois. Hierbij sneuvelde een derde van de Engelse soldaten en moest Beauchamp het strijdtoneel ontvluchten.

## Nasleep
Het ontzet van Montargis was een opsteker voor het Franse moraal en vestigde de militaire reputatie van Dunois. Met deze overwinning kwam er een voortijdig einde aan de plannen van de hertog van Bedford in 1427. Een jaar later zou hij een nieuwe poging wagen en werd Orléans belegerd.